# Manfred Grob

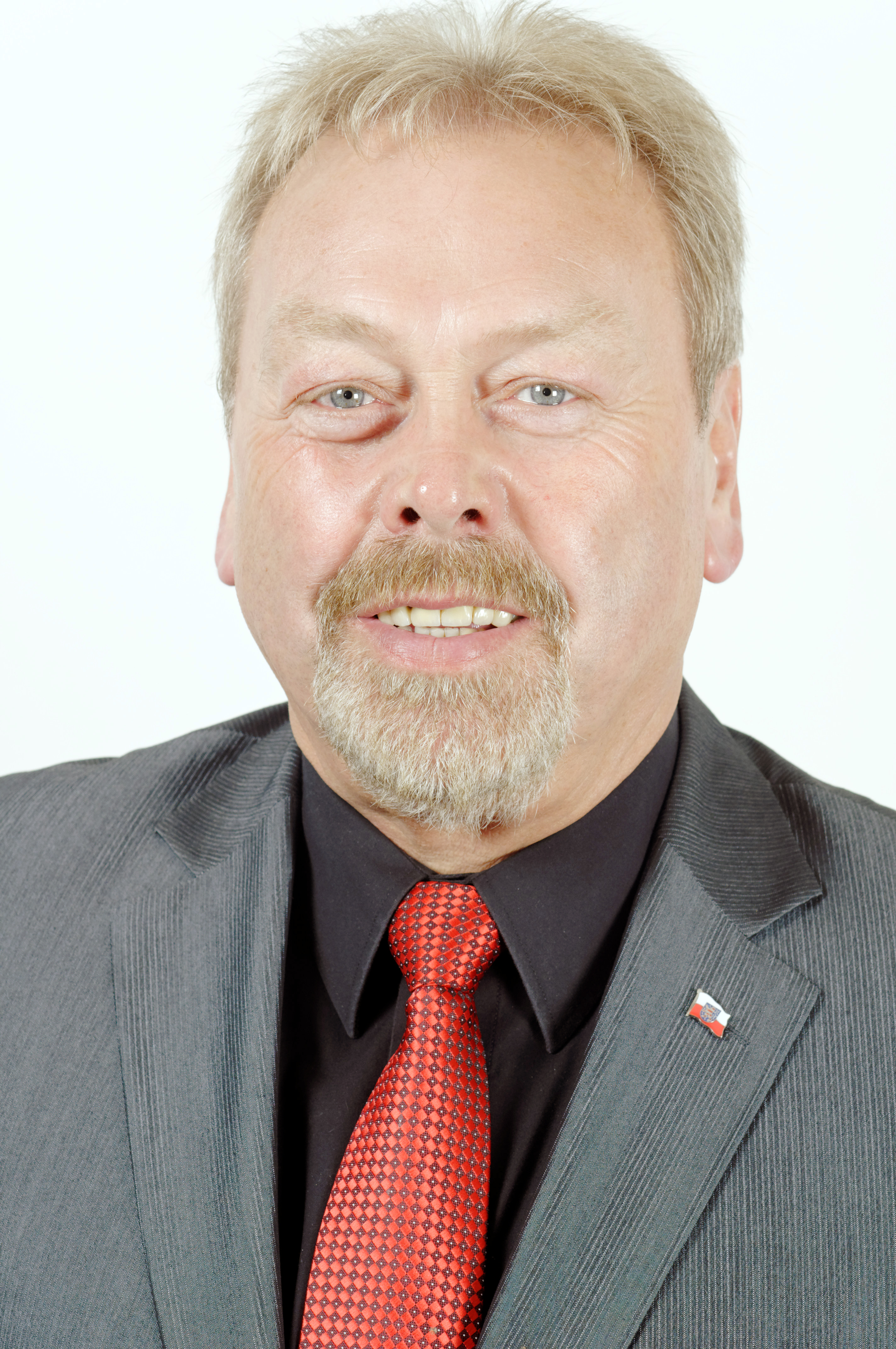
Manfred Grob, 2011

Manfred Grob (* 8. Februar 1952 in Räsa) ist ein deutscher Politiker (CDU) und war von 1999 bis 2019 Mitglied des Thüringer Landtags.

## Werdegang
Grob ist gelernter Elektromonteur und arbeitete von 1971 bis 1990 im Kalibetrieb Werra in Merkers. Von 1991 bis 1994 war er Bürgermeister in Kieselbach und von 1994 bis 1999 Kreisbeigeordneter sowie Dezernent für Soziales, Jugend, Schule, Kultur und Gesundheit im Wartburgkreis.
Von der Landtagswahl 1999 bis zur Landtagswahl 2019, bei der er nicht mehr antrat, war Grob Abgeordneter im Thüringer Landtag. Er wurde jeweils als Direktkandidat im Wahlkreis Wartburgkreis I gewählt. Im Landtag war er sportpolitischer Sprecher der CDU-Fraktion. Daneben ist er auch Kreistagsmitglied im Wartburgkreis.